# Jacques Faivre
Pour le footballeur français, voir Jacques Faivre (football).
Pour les articles homonymes, voir Faivre.
Jacques Faivre, né à Lyon le 11 août 1934 et mort le 13 août 2010 à Lapte, est un évêque catholique français, évêque du Mans de 1997 à 2008.

## Biographie

### Formation
Jacques Faivre est entré au séminaire de Francheville dans le Rhône avant de poursuivre sa formation au séminaire universitaire de Lyon, obtenant une licence de théologie.
Il a été ordonné prêtre pour l'archidiocèse de Lyon le 29 juin 1960.

### Principaux ministères
Il a tout d'abord assumé un ministère paroissial à Lyon pendant neuf ans avant de se consacrer pendant 15 ans à l'aumônerie de lycées.
En 1984, il devient curé des paroisses Notre-Dame-Saint-Vincent et Saint-Paul à Lyon, avant de devenir archidiacre de l'agglomération lyonnaise en 1989.
Nommé évêque auxiliaire de Lyon le 11 avril 1992, il a été consacré évêque en la primatiale Saint-Jean de Lyon le 14 juin 1992 par le cardinal Albert Decourtray.
Il est nommé évêque du Mans le 29 juillet 1997, prend possession de son siège le 3 septembre 1997, et est intronisé le 21 septembre 1997.
Il a pour collaborateur en tant que vicaire général l'abbé Jean Brégeon.
Le 27 mars 2008, il a annoncé qu'il a présenté sa démission au pape pour raison de santé. Celle-ci ne sera acceptée que quelques semaines plus tard de manière qu'il puisse participer au rassemblement diocésain prévu à la pentecôte 2008. 
Le 3 juillet 2008, son départ est officialisé par le Vatican. Il meurt deux ans plus tard, le 13 août 2010.

### Béatification
Le 15 septembre 2007, il a célébré la béatification de Basile-Antoine Moreau dans le centre Antares du Mans, en présence d'une trentaine d'autres évêques et archevêques, dont Martins, légat du pape Benoît XVI. Cette célébration a été la première béatification célébrée en dehors du Vatican sans le pape.

### Dom Prosper Guéranger
Le 21 décembre 2005, il a ouvert le procès diocésain de béatification et de canonisation de Dom Prosper Guéranger, liturgiste et restaurateur de l'ordre bénédictin de Solesmes.